# نوتة بي نوتة كوزين

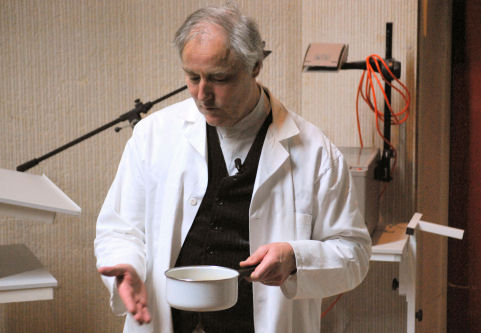
هذا هو المنشئ

نوتة بي نوتة كوزين هي طريقة طبخ أسست بناءا على موليكولير كوزين على يد الكيميائي الفرنسي هيرفي ذس. أطباق هذا المطبخ صنعت باستخدام مركبات كيميائية بدلا من استخدام الحيوانات والنباتات. هيرفي ذس قال المطبخ مثل "رسام يستخدم الألوان الأساسية أو موسيقيا يلحين نوتة نوتة.